# Années 1310
Les années 1310 couvrent la période de 1310 à 1319.

## Événements
- 1309-1317 : le franciscain Guillaume d'Ockham enseigne à l’université d'Oxford[1].
- 1311 : le duché d'Athènes passe aux mains des Catalans[2].
- 1312 : 
  - l'Ordre du Temple est supprimé au concile de Vienne[3].
  - annexion de la Flandre romane par la France[4].
- 1314-1322 : compétition pour l'Empire à la mort de l’empereur Henri VII entre Louis IV de Bavière et Frédéric de Habsbourg[5].
- 1314-1316 : crise de subsistance en Europe[6].
- 1316, Nubie : fin du royaume chrétien de Makurie qui passe aux mains des musulmans[7].
- 1317-1347 : premiers statuts de l’université de Bologne[8]. La ville est depuis deux siècles le théâtre de la renaissance des études juridiques (Irnerius, Gratien, le Paucapalea (it), Rolando Bandinelli, Rufin, Jean l'Allemand (ou Jean Zemeke) et Sinibaldo Fieschi). L’université est structurée en treize nations regroupant les étudiants originaires d’une même région qui contribuent à la diffusion du droit romain en Europe.

## Personnages significatifs
- Aboubakri II - Alâ ud-Dîn Khaljî - Amda Seyon Ier - Andronic II Paléologue - Birger de Suède - Castruccio Castracani - Charles de Valois - Charles Robert de Hongrie - Clément V - Dante Alighieri - Denis Ier de Portugal - Édouard II d'Angleterre - Enguerrand de Marigny - Erik Magnusson - Frédéric II de Sicile - Frédéric le Bel - Gediminas - Håkon V de Norvège - Henri VII du Saint-Empire - Iouri III Moskovski - Isabelle de France - Jeanne II de Bourgogne - Jacques II d'Aragon - Jacques de Molay - Jean Ier de Luxembourg - Jean XXII - Ladislas Ier de Pologne - Louis IV du Saint-Empire - Louis X de France - Mahaut d'Artois - Mathieu Ier Visconti - Michel III le Saint Vladimirski - Mubârak Shâh - Philippe V de France - Odoric de Pordenone - Robert Ier d’Écosse - Robert Ier de Naples - Philippe IV de France -